# Filip Federič
Filip Federič (* 10. Februar 2004) ist ein slowakischer Leichtathlet, der sich auf den Sprint spezialisiert hat.

## Sportliche Laufbahn
Erste Erfahrungen bei internationalen Meisterschaften sammelte Filip Federič im Jahr 2021, als er bei den U20-Europameisterschaften in Tallinn mit 41,02 s den Finaleinzug mit der slowakischen 4-mal-100-Meter-Staffel verpasste. 2023 wurde er mit der Staffel in 40,71 s Sechster im B-Lauf bei der 2. Liga der Team-Europameisterschaft im Zuge der Europaspiele in Chorzów. Anschließend belegte er bei den U20-Europameisterschaften in Jerusalem in 10,46 s den sechsten Platz im 100-Meter-Lauf und gelangte über 200 Meter mit 21,43 s auf Rang acht. 2025 schied er bei den U23-Europameisterschaften in Norwegen mit 10,74 s in der ersten Runde über 100 Meter aus sowie mit 21,71 s auch über 200 Meter. Kurz darauf schied er bei den World University Games in Bochum mit 10,76 s in der ersten Runde über 100 Meter aus und schied über 200 Meter mit 21,74 s im Halbfinale aus.
In den Jahren von 2021 bis 2024 wurde Federič slowakischer Meister in der 4-mal-100-Meter-Staffel. Zudem wurde er von 2022 bis 2025 Hallenmeister in der 4-mal-200-Meter-Staffel sowie 2025 auch über 60 Meter.

## Persönliche Bestzeiten
- 100 Meter: 10,24 s (+0,9 m/s), 29. Juni 2024 in Banská Bystrica
  - 60 Meter (Halle): 6,75 s, 17. Februar 2025 in Bratislava
- 200 Meter: 20,88 s (+1,6 m/s), 20. Juli 2023 in Banská Bystrica (slowakischer U20-Rekord)
  - 200 Meter (Halle): 21,23 s, 21. Februar 2025 in Ostrava